# Макгуайр, Томас Бьюкенен
Томас Бьюкенен Макгуайр (англ. Thomas Buchanan McGuire; 1920—1945) — американский лётчик-истребитель, ас Второй мировой войны. Один из самых титулованных американских летчиков-истребителей и второй по результативности (после Ричарда Бонга).
Стал одним из лучших лётчиков Военно-воздушных силт Армии США. Принимал участие в Тихоокеанский театре военных действий, где некоторое время его ведомым был американский лётчик Чарльз Линдберг, участвующий во Второй мировой войне как гражданское лицо. Летал на самолёте P-38, сбил 38 самолётов противника, немного не дотянув до рекорда Ричарда Бонга (сбил 40 самолётов).

## Биография
Родился 1 августа 1920 года в городе Риджвуд, штат Нью-Джерси. В конце 1920-х годов с матерью переехал в город  Sebring, штат Флорида, где окончил в 1938 году школу. Затем он поступил в Технологический институт Джорджии, где стал членом братства Beta Theta Pi. После третьего курса Томас ушел на службу в Армию США и 12 июля 1941 года окончил лётную кадетскую программу Aviation Cadet Program. Затем был курсантом в летной школе в городе Корсикана, штат Техас, и в Сан-Антонио, получив звание второго лейтенанта.

### Военная карьера
На первое боевое задание Томас Макгуайр вылетел в июне 1942 года, патрулируя Алеутские острова на самолёте P-39. В декабре 1942 года он женился на Marilynn Giesler и вскоре был переведён в Калифорнию, где в феврале 1943 года в Ориндже переучивался на пилотирование самолётом P-38. 

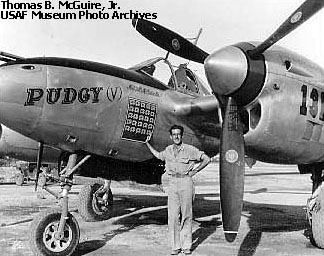
Макгуайр рядом со своим самолётом P-38 Pudgy (V)

В марте 1943 года Макгуайр был отправлен в юго-западную части Тихого океана качестве члена 9-й истребительной эскадрильи 49-й истребительной группы, пятого воздушного флота, базирующегося в Новой Гвинее. Через два месяца из истребителей P-38 была создана 475-я истребительная группа и в середине июля Макгуайр был переведен в 431-ю истребительную эскадрилью этой группы, прикрывавшей американские бомбардировщики. В сентябре 1943 года он был повышен в звании до первого лейтенанта.
В октябре 1943 года в одном из воздушных боёв над морем самолёт Макгуайра был повреждён, пилот выбросился с парашютом и благополучно приземлился на воду, где был подобран торпедным катером. Томас Магуайр получил пулевое ранение и множество других травм, в результате чего провел шесть недель в госпитале, прежде чем вернулся в свою часть. В конце декабря этого же года он был произведен в капитаны и стал оперативным офицером 431-й истребительной эскадрильи. В начале мая 1944 года он был назначен командиром 431-й истребительной эскадрильи и 18 мая произведен в майоры.

#### Последний полёт

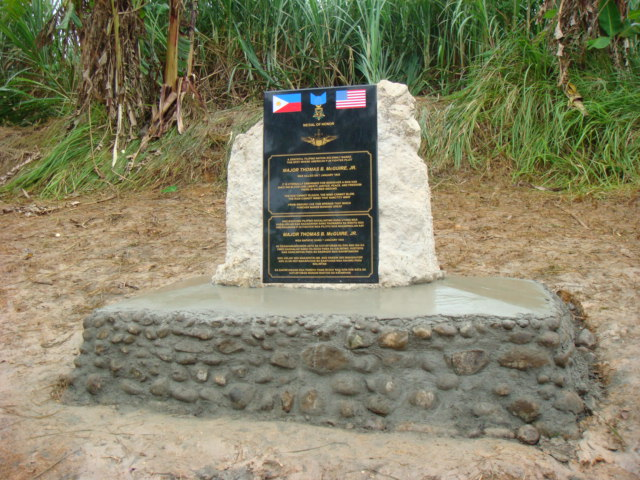
Мемориал на острове Негрос

7 января 1945 года Макгуайр взлетел с аэродрома Дулаг острова Лейте и повел группу из четырех Р-38 к филиппинскому острову Негрос. В ходе этой операции против японских сил американскому асу подсознательно хотелось достичь результат Бонга в 40 сбитых самолётов противника. Подлетая к городу Manapla, американцы вступили в сражение с японскими самолётами. Самолёт Макгуайра был подбит японским офицером Акирой Сугимото (англ.  Akira Sugimoto) и врезался в землю, пилот при этом погиб.
Только в 1949 году его останки были обнаружены и перевезены в Соединенные Штаты. Макгуайр был похоронен с военными почестями на Арлингтонском национальном кладбище 17 мая 1950 года. Мемориал, созданный археологом и бывшим летчиком-истребителем Дэвидом Мейсоном (англ. David Mason) в 2007 году, находится на месте крушения самолёта американского аса на острове Негрос.

## Награды
- медаль Почёта (США)
- крест «За выдающиеся заслуги»
- Серебряная звезда (США)
- крест лётных заслуг (США)
- Пурпурное сердце (медаль)
- Воздушная медаль (США)
- Президентский знак части (США)
- Памятная медаль обороны Америки
- медаль «За Американскую кампанию»
- медаль «За Азиатско-тихоокеанскую кампанию»
- медаль Победы во Второй мировой войне (США)

## Память
С целью увековечивания имени выдающегося американского лётчика, в 1948 году военно-воздушная база Fort Dix Army Air Force Base в городе Берлингтон, штат Нью-Джерси, была переименована в McGuire Air Force Base.